# Olej bazowy
Olej bazowy – olej wytwarzany w procesie rafinacji ropy naftowej (oleje bazowe mineralne) lub w wyniku syntezy chemicznej (syntetyczne oleje bazowe). Frakcję oleju bazowego cechuje temperatura wrzenia między 230 a 560 °C, składa się z węglowodorów o łańcuchach liczących od 18 do 40 atomów węgla. Olej bazowy może być parafinowy lub naftenowy, w zależności od struktury chemicznej jego składników. Występują w nim (w różnych proporcjach) głównie: alkany alifatyczne (niecykliczne, min. ok. 90%), cykloalkanów zwane naftenami, olefiny i cykloolefiny, zanieczyszczeniem jest siarka (z reguły znacznie poniżej 1%)
Oleje bazowe są półproduktem do wytwarzania olejów smarowych. O ich parametrach decyduje nie tylko jakość olejów bazowych, ale też zawartość, jakość i wzajemne proporcje dodatków uszlachetniających, których ilość we współczesnych olejach smarowych waha się od ułamków procenta do kilkunastu procent.